# Lisa Wilhoit
Lisa Wilhoit (Hollywood, California, el 30 de julio de 1981) es una actriz estadounidense. Es conocida por sus papeles de Danielle Chase en My So Called Life (Es mi vida), Holly en Honey, We Shrunk Ourselves y Connie DeMico en Padre de familia.

## Biografía
Wilhoit se graduó en Granada Hills High School con honores de plata en 1999. Durante su tiempo libre practicaba equitación y compitió en un circuito.
Wilhoit tiene una hermana pequeña y es prima de los actores Blake Tuomy-Wilhoit y Dylan Tuomy-Wilhoit quienes actuaron en la serie Full House.

## Filmografía

### Cine
- Hook (1991) como Baby Tinkerbell.
- Whose Daughter Is She? (1995) como Tandy.
- Live Nude Girls (1995) como Marcy de joven.
- Honey, We Shrunk Ourselves! (Cariño, nos hemos encogido a nosotros mismos) (1997) como Holly - Vídeo.
- Flying Virus (2001) como Sandy.
- National Lampoon's Adam & Eve (2005) como Katie.
- The Kid & I (2005) como Falsa reportera.

### TV
- My So Called Life (Es mi vida) (1994) como Danielle Chase.
- Walker, Texas Ranger (1995) como Lori Kale.
- Social Studies (1997) como Madison Lewis.
- The Tom Show (1997) como Kenlon Amross.
- Padre de familia (2000-2001) como Connie DeMico (voz).
- Watching Ellie (2002) como Angela.
- CSI: Crime Scene Investigation (2003) como Left Teen.
- Campus Ladies (2007) como Abby
- 7th Heaven (2007) como Rhian
- Greek (2008-) como Tina
- Terminator: The Sarah Connor Chronicles (2008) como Asistenta de ventas
- Seth MacFarlane's Cavalcade of Cartoon Comedy (2008)